# Helophorus aquaticus
Helophorus aquaticus är en skalbaggsart som först beskrevs av Carl von Linné 1758.  Helophorus aquaticus ingår i släktet Helophorus och familjen halsrandbaggar. Arten har ej påträffats i Sverige. Inga underarter finns listade i Catalogue of Life.

## Bildgalleri

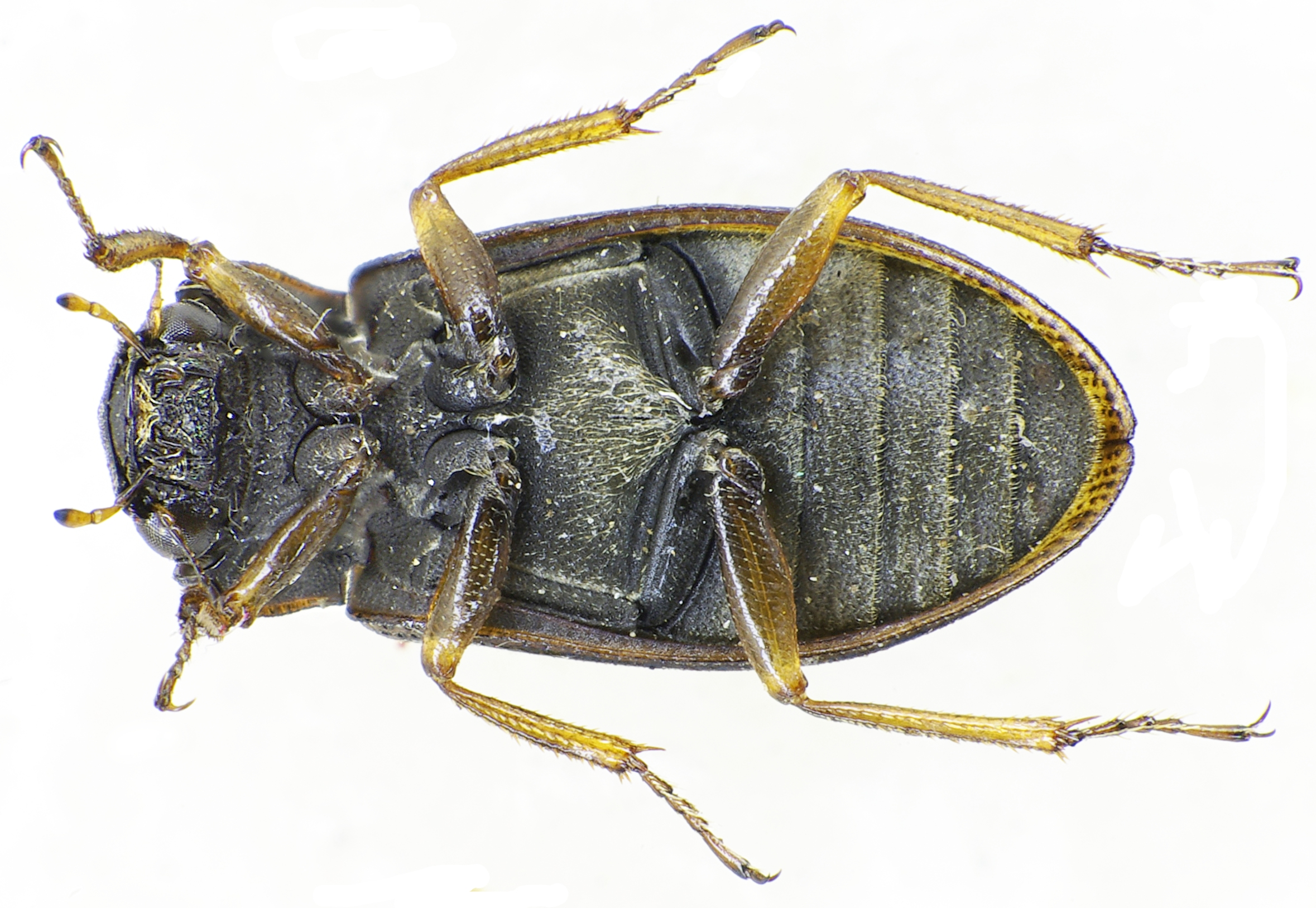
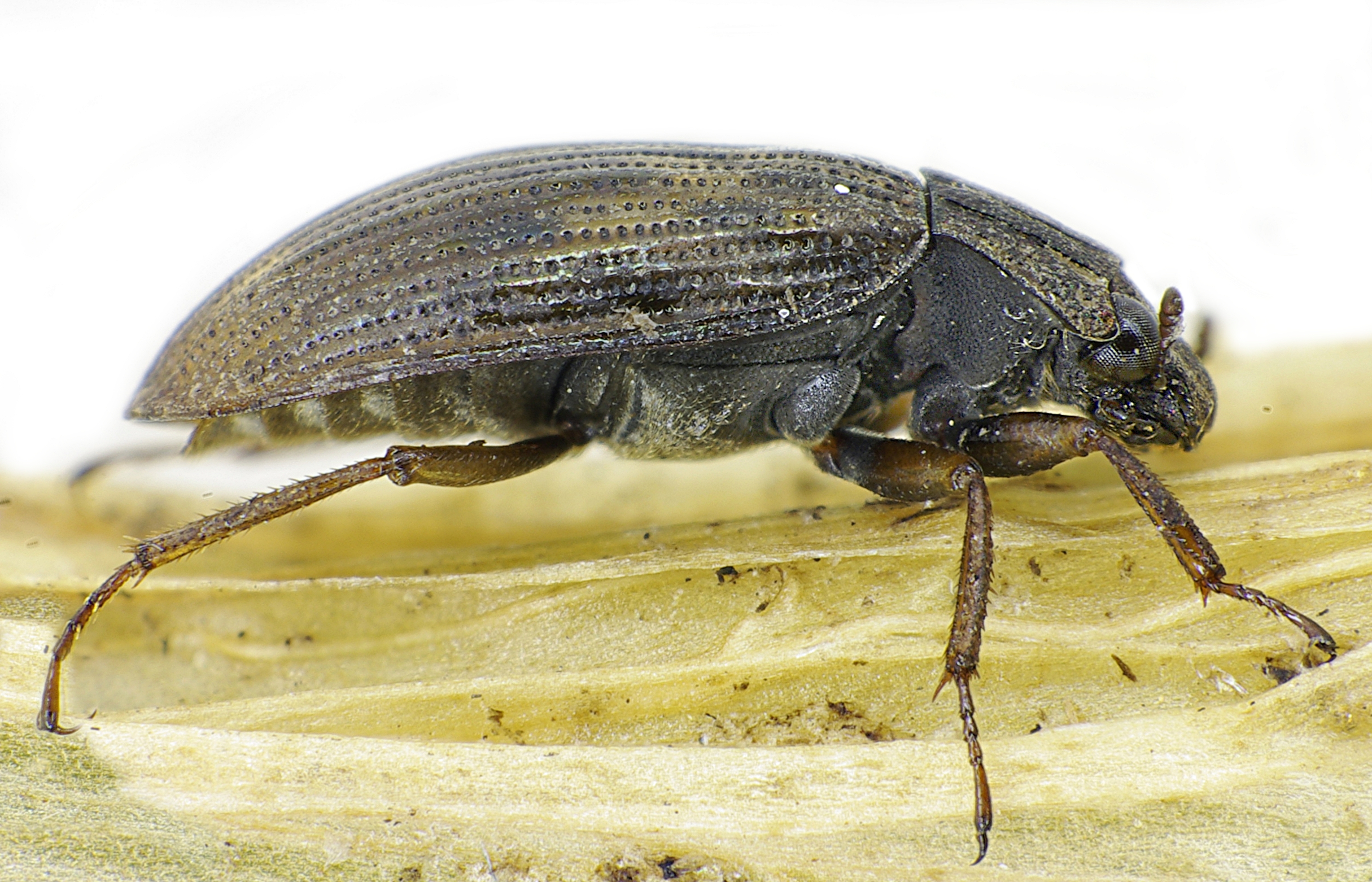
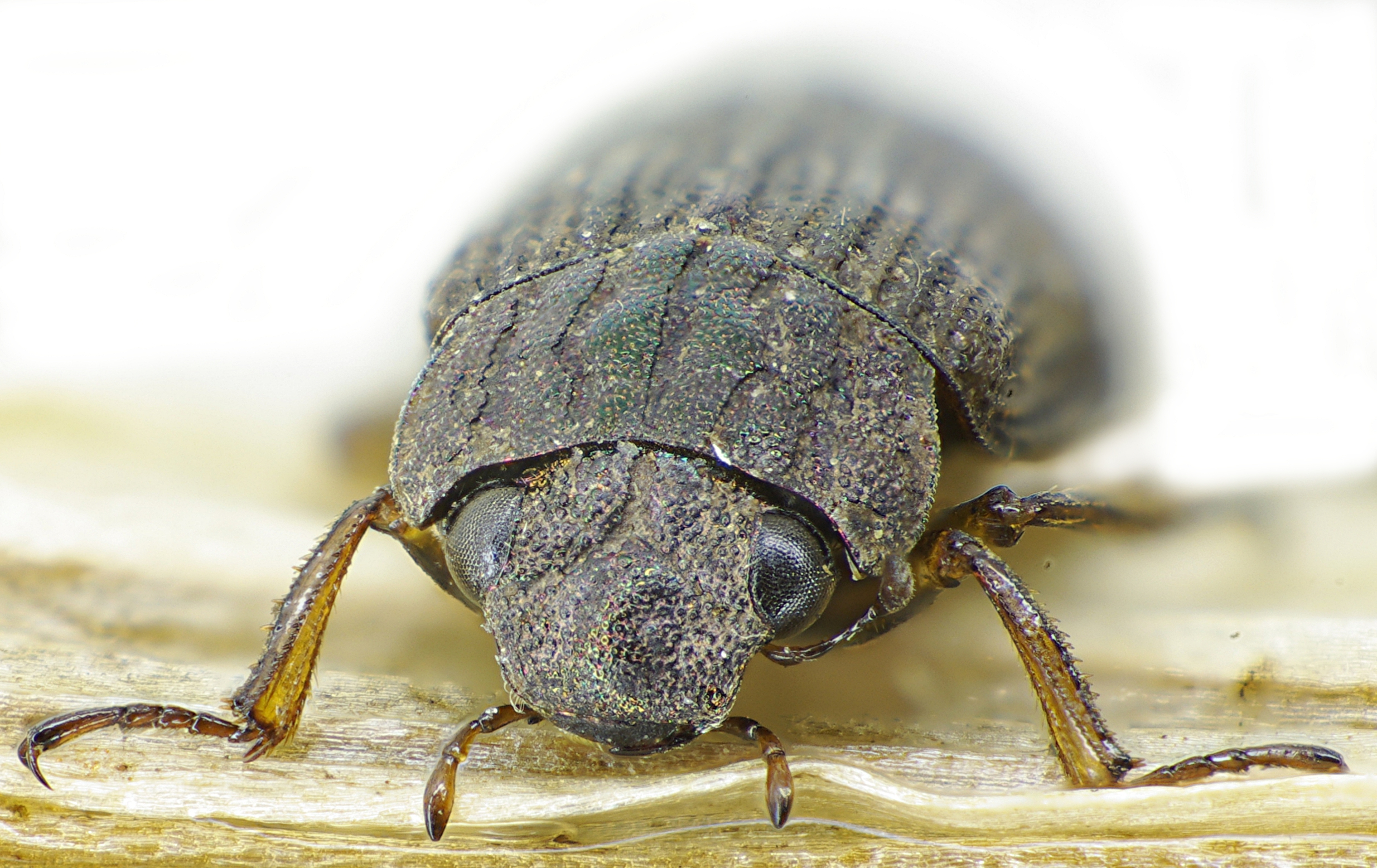
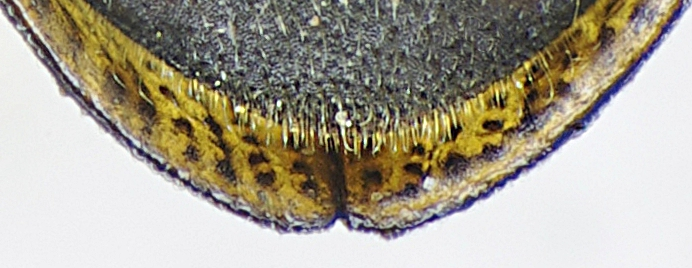
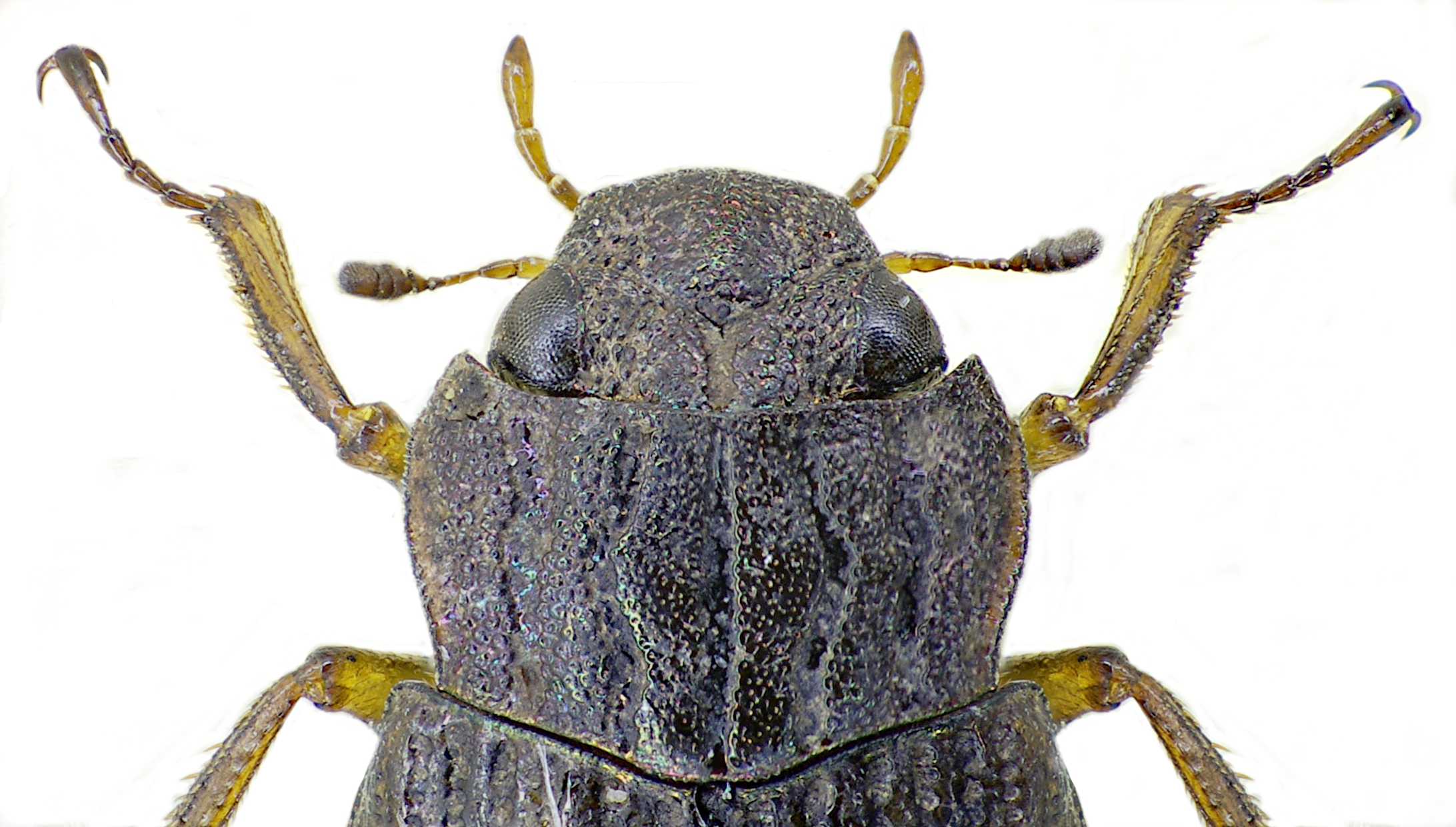
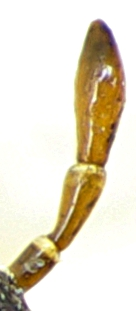